# Cymatura bifasciata reducta
Cymatura bifasciata reducta es una subespecie de escarabajo longicornio del género Cymatura, tribu Xylorhizini, subfamilia Lamiinae. Fue descrita científicamente por Breuning en 1950.
La especie se mantiene activa durante los meses de noviembre y diciembre.

## Descripción
Mide 22,5-33 milímetros de longitud.

## Distribución
Se distribuye por República Democrática del Congo y Zimbabue.